# Kő-hegyi-barlang (Pomáz)
A Kő-hegyi-barlang a Duna–Ipoly Nemzeti Parkban lévő Pomázon, a Kő-hegyen található egyik barlang.

## Leírás
Pomáz külterületén, a Kő-hegy D-i oldalán lévő sziklafal alján, cserjésben van a barlang bejárata. A Petőfi-pihenő korlátja mellett K-re lemászva, kb. 15 m-rel lejjebb könnyen megtalálható a barlang természetes jellegű, szabálytalan alakú, vízszintes tengelyirányú, 1,5 m magas és 1 m széles bejárata. A Kő-hegyi-barlangtól K-re kb. 30–35 m-re helyezkedik el a Kő-hegyi-átjáró.
A 6 m hosszú Kő-hegyi-barlang miocén andezitagglomerátumban jött létre tektonikus elmozdulás, kifagyásos aprózódás és mállás miatt. Az egyszerű térformájú barlang aljzata vízszintes és jellemző szelvénytípusa a szabálytalan szelvény. Az engedély nélkül járható, lámpával kényelmesen megtekinthető barlang falait karcolások, kormozások csúfítják. Némi kondenz borsókő, növénytörmelék, kőzettörmelék figyelhető meg a barlangban. Előfordulnak benne pókok és rovarok.
Előfordul a barlang az irodalmában Kőhegyi-barlang (Ézsiás 1993), Kőhegyi barlang (Ézsiás 1993) és Vasas-szakadék melletti barlang (Kovács 2006) neveken is. 1993-ban volt először Kő-hegyi-barlangnak nevezve a barlang az irodalmában. A nem messze húzódó Vasas-szakadéki 4. sz. barlangot is nevezték az irodalomban Kőhegyi-barlang, Kő-hegyi-barlang, Kőhegyi barlang és Vasas-szakadék melletti barlang néven.

## Kutatástörténet
Az 1984-ben kiadott Magyarország barlangjai című könyv országos barlanglistájában szerepel a Szentendre–Visegrádi-hegység barlangjai között a Kőhegyi-barlang. A listához kapcsolódóan látható a Dunazug-hegység barlangjainak földrajzi elhelyezkedését bemutató 1:500 000-es méretarányú térképen a barlang földrajzi elhelyezkedése.
Eszterhás István Magyarország nemkarsztos barlangjainak listája című, 1989-ben készült kéziratában az olvasható, hogy a Visegrádi-hegységben, a 4900-as barlangkataszteri területen, Pomázon helyezkedik el a Kő-hegyi-barlang. Az andezittufában keletkezett barlang ismeretlen méretű. A listában meg van említve az a Magyarországon, nem karsztkőzetben kialakult, létrehozott 220 objektum (203 barlang és 17 mesterséges üreg), amelyek 1989. év végéig váltak ismertté. Magyarországon 7 barlang keletkezett andezittufában. Az összeállítás szerint Kordos László 1984-ben kiadott barlanglistájában fel van sorolva 119 olyan barlang is, amelyek nem karsztkőzetben jöttek létre.
A Troglonauta Barlangkutató Csoport 1993. évi jelentésében szó van arról, hogy a Kő-hegy D-i, Pomázi-medencére tekintő sziklafalában található barlangot a környéken élők Kőhegyi barlangnak (Kőhegyi-barlang) nevezik. Írott művekben nem szerepel a barlang. A Petőfi-kilátó korlátja mellett K-re lemenve a sziklafal lépcsőin, kb. 15 m-rel lejjebb könnyen megtalálható a kb. 6 m hosszú barlang 1,5 m magas és 1 m széles bejárata. Nem tudható, hogy alakult ki a természetes módon létrejött barlang a vulkáni kőzetben. Ézsiás György és csoporttársa, Budai Kornél keresték meg a barlangot a közelben lakók útmutatása alapján. A Kő-hegyi-átjáró a Kő-hegyi-barlangtól K-re kb. 30 m-re, kb. azonos magasságban helyezkedik el. A kézirathoz mellékelve lett egy színes fénykép, amelyen a Kő-hegyi-barlang bejárata figyelhető meg. A barlangleíráshoz csatolva lett egy térképrészlet, amelyen be van jelölve a Kő-hegyi-barlang bejáratának helye.
Az Eszterhás István által írt Magyarország nemkarsztos barlangjainak lajstroma című, 1993-ban készült kéziratban az olvasható, hogy a Visegrádi-hegységben, a 4900-as barlangkataszteri területen, Pomázon helyezkedik el a Kő-hegyi-barlang. Az andezittufában létrejött barlang 6 m hosszú és 1,5 m magas. Az összeállításban fel van sorolva az a Magyarországon, nem karsztkőzetben kialakult, létrehozott 520 objektum (478 barlang és 42 mesterséges üreg), amelyek 1993 végéig ismertté váltak. Magyarországon 8 barlang, illetve mesterségesen létrehozott, barlangnak nevezett üreg alakult ki, lett kialakítva andezittufában. A Visegrádi-hegységben 33 barlang jött létre nem karsztkőzetben.
1996. július 6-án Nagy Eszter és Tinn József mérték fel a barlangot, majd a felmérés alapján Eszterhás István megszerkesztette a Kő-hegyi-barlang alaprajz térképét, amelyen 1:50 méretarányban van ábrázolva a barlang. A felmérés szerint a barlang 6 m hosszú. Az MKBT Vulkánszpeleológiai Kollektívájának 1996. évi évkönyvében az van írva, hogy a Visegrádi-hegységben, Pomázon elhelyezkedő Kő-hegyi-barlang 6 m hosszú és 1,5 m magas. A barlang kitöltése fehér por, amely megtalálható a felszínen is. A fehér porban kőtömbök vannak. A barlang vége kitöltésmentes, itt hasadékká szűkül a járat fala. A bejárat közelében tűzrakás nyomai figyelhetők meg. A Kő-hegyi-barlangtól K-re kb. 30–35 m-re van a Kő-hegyi-átjáró, amelynek hasonló a kialakulása a Kő-hegyi-barlangéhoz. Az évkönyvbe bekerült a Kő-hegyi-barlang 1996-ban készült térképe.
Az MKBT Vulkánszpeleológiai Kollektívájának 1997. évi évkönyvében meg van említve, hogy a Kő-hegyi-barlang (Visegrádi-hegység, Pomáz, Kő-hegy) 6 m hosszú és 1,5 m magas. A 2001. november 12-én készült Magyarország nemkarsztos barlangjainak irodalomjegyzéke című kézirat barlangnévmutatójában szerepel a Kő-hegyi-barlang (Visegrádi-hegység, Pomáz). A barlangnévmutatóban fel van sorolva 3 irodalmi mű, amelyek foglalkoznak a barlanggal. A 364. tételben nincs említve a barlang, helyette a 365. tételben van említve.
A barlang 2006-ban írt nyilvántartólapja szerint a 4900-29 barlangkataszteri számú Kő-hegyi-barlang (Pest megye, Pomáz, Duna–Ipoly Nemzeti Park Igazgatóság, Közép-Duna-völgyi KTVF) másik neve Vasas-szakadék melletti barlang. A 338 m tszf. magasságban található barlangbejárat koordinátái: 258813 (x), 647734 (y). A barlang 6 m hosszú, 0 m mély, 2,5 m magas, 2,5 m függőleges kiterjedésű és 6,5 m vízszintes kiterjedésű. A posztgenetikus keletkezésű üreg keletkezésében preformáló tényező volt a tektonika. A barlang tektonikus elmozdulás, kifagyásos aprózódás és mállás miatt alakult ki. A barlangot a turizmus veszélyezteti. A lámpával kényelmesen járható barlang falait karcolások, kormozások csúfítják. Némi kondenz borsókő, növénytörmelék, kőzettörmelék, hulladék, tüzelőhely figyelhető meg a barlangban. Előfordulnak benne pókok és rovarok. A 2014. évi Karsztfejlődésben megjelent tanulmányban az olvasható, hogy a Pomázon található Kő-hegyi-barlang 6 m hosszú és 1,5 m magas barlang. A Visegrádi-hegység 101 barlangjának egyike a Kő-hegyi-barlang.